# Związek Zawodowy Kontra
Związek Zawodowy „Kontra” – organizacja związkowa założona w lipcu 1992.
W 1995 r. w wyniku konfliktu o podłożu politycznym doszło do podziału na dwie organizacje o nazwach Związek Zawodowy „Kontra” oraz Związek Zawodowy „Kontra” z siedzibą w Gliwicach.
Siedzibą Związek Zawodowy „Kontra” do końca 2006 r. były Katowice, a przewodniczącymi byli kolejno Ryszard Burski (poseł na Sejm II kadencji) i Kazimierz Wilk (poseł na Sejm I i II kadencji).
Organizacją o nazwie Związek Zawodowy „Kontra” z siedzibą w Gliwicach nieprzerwanie kierował od 1995 r. Marek Klucewicz.
Po zmianach organizacyjnych, od 1 stycznia 2007 r. istnieje tylko jedna organizacja związkowa o nazwie Związek Zawodowy „Kontra” .
Siedzibą władz związku jest Zabrze. Funkcję przewodniczącego Komisji Krajowej Związku pełni Marek Klucewicz. Jest to trzeci co do wielkości jednolity związek zawodowy w Polsce. Związek „Kontra” swoje zalążki zbudował na bazie protestów społecznych w górnictwie zaistniałych w 1992 stając się w krótkim czasie jedną z największych central w tej branży.
W swojej strukturze związek „Kontra” skupia pracowników różnych gałęzi: górników, hutników, kolejarzy, pocztowców i innych zawodów. 